# Antonio d'Orléans (duca 1866)
Antonio Maria Luis Felipe Juan Florencio de Orléans y Borbon, duca di Galliera (Siviglia, 23 febbraio 1866 – Parigi, 24 dicembre 1930), fu un infante di Spagna e quarto duca di Galliera. Egli era un membro della famiglia reale spagnola e nipote di Luigi Filippo d'Orléans, re dei francesi.

## Infanzia e gioventù
Antonio fu l'unico figlio maschio sopravvissuto fino all'età adulta del principe Antonio d'Orléans, duca di Montpensier, e della moglie, l'infanta Luisa Ferdinanda di Borbone-Spagna. Attraverso il padre egli era nipote di re Luigi Filippo di Francia e della moglie Maria Amalia di Borbone-Due Sicilie; per parte materna egli era nipote di Ferdinando VII di Spagna e della moglie Maria Cristina di Borbone-Due Sicilie.
Antonio nacque a Siviglia, poco prima della fine del regno della zia Isabella II di Spagna; a causa della gloriosa rivoluzione del 1868 che cacciò la sua famiglia dalla Spagna, egli trascorse la maggior parte della sua infanzia all'estero. Il padre, ambizioso e liberale, cercò di creare dei rapporti con i rivoluzionari che lo avevano costretto a fuggire dalla patria d'adozione; la ribellione era stata organizzata con il suo denaro ed egli sperava quindi di essere eletto re in cambio. I tentativi di trattative fallirono ed il bando della Casa d'Orléans venne confermato dal governo spagnolo ad interim.
Nel dicembre 1874 il colpo di stato del generale Arsenio Martínez Campos permise la restaurazione della monarchia ed il giovane Alfonso XII venne incoronato a seguito della rinuncia al trono della madre; pochi mesi dopo gli Orléans vennero perdonati per il loro ruolo nella rivolta e Antonio tornò con la famiglia a Siviglia, a Palacio de San Telmo. Nel 1878 Alfonso XII sposò la sorella maggiore di Antonio, Mercedes, e la riconciliazione tra le due dinastie fu quindi completa.

## Matrimonio
Il 6 marzo 1886, a Madrid, Antonio sposò sua cugina, l'infanta Eulalia di Borbone-Spagna, figlia della regina Isabella II e del marito, il duca Francesco di Cadice.
La moglie gli diede tre figli:
- Alfonso, infante di Spagna e V duca di Galliera (1886-1975);
- Luigi Ferdinando (1888-1945);
- Roberta (1890).

Il matrimonio diede ad Antonio la possibilità di svolgere qualche ruolo ufficiale alla corte di Madrid; nel 1892 egli partecipò al viaggio della moglie a Cuba e negli Stati Uniti per le celebrazioni del 400º anniversario della scoperta dell'America da parte di Cristoforo Colombo. Antonio, però, era incostante e stravagante, mentre sua moglie era una donna forte e acculturata che si rifiutava di sopportare le umiliazioni causate dal marito. Essi si separarono quindi poco dopo il loro ritorno in Spagna; il 31 maggio 1901 essi firmarono i documenti necessari per la separazione legale davanti al console generale spagnolo a Parigi.

## Duca di Galliera
Nel 1895 re Umberto I d'Italia riconobbe l'infante Antonio come erede del titolo di Duca di Galliera come nuova concessione con regio decreto del 24 marzo 1895. L'erede legittimo del titolo, Filippo De Ferrari de La Renotière (1850–1917), aveva rifiutato l'eredità paterna in favore di sua madre, l'ultima duchessa, Maria Brignole Sale (1812-1888);

Nel 1900 Antonio d'Orléans incontrò Marie-Louise Le Manac'h (1869–1949), vedova di Simon Guggenheim, all'Hotel Savoy a Londra; immediatamente sedotto dalla giovane bretone, Antonio intrecciò con lei una relazione amorosa, che visse pubblicamente a Londra, Parigi e Siviglia. Egli non riuscì però a rimanere fedele nemmeno all'amante e nel 1906 si stancò della donna che aveva gradualmente inserito nell'alta società; l'Infante non fu però in grado di uscire completamente indenne dalla relazione, visto che Marie-Louise, furiosa per la rottura, gli ruppe alcuni denti colpendolo con un ombrello.
Durante tutti questi anni, Antonio ebbe uno stile di vita costoso e dilapidò la fortuna di famiglia, mentre l'ex moglie viveva in relativa povertà; nel 1919, a causa delle eccessive spese, fu costretto a vendere le sue terre nel ducato italiano.
Antonio morì anch'esso in relativa povertà a Parigi, nel 1930; i suoi resti vennero trasferiti nel Pantheon dei Principi all'Escorial.

## Ascendenza
|                                       |                    |                                            | Genitori                                   |  |  | Nonni |  |  | Bisnonni                            |  |  | Trisnonni                          |  |
|                                       |                    |                                            |                                            |  |  |       |  |  | Luigi Filippo II di Borbone-Orléans |  |  | Luigi Filippo I di Borbone-Orléans |  |
|                                       |                    |                                            |                                            |  |  |       |  |  | Luigi Filippo II di Borbone-Orléans |  |  | Luigi Filippo I di Borbone-Orléans |  |
|                                       |                    | Luisa Enrichetta di Borbone-Conti          |                                            |  |  |       |  |  | Luigi Filippo II di Borbone-Orléans |  |  |                                    |  |
| Luigi Filippo di Francia              |                    |                                            |                                            |  |  |       |  |  | Luigi Filippo II di Borbone-Orléans |  |  |                                    |  |
|                                       |                    | Luisa Maria Adelaide di Borbone-Penthièvre | Luigi Giovanni Maria di Borbone-Penthièvre |  |  |       |  |  |                                     |  |  |                                    |  |
|                                       |                    | Luisa Maria Adelaide di Borbone-Penthièvre | Luigi Giovanni Maria di Borbone-Penthièvre |  |  |       |  |  |                                     |  |  |                                    |  |
|                                       |                    | Luisa Maria Adelaide di Borbone-Penthièvre | Maria Teresa d'Este                        |  |  |       |  |  |                                     |  |  |                                    |  |
| Antonio d'Orléans                     |                    | Luisa Maria Adelaide di Borbone-Penthièvre |                                            |  |  |       |  |  |                                     |  |  |                                    |  |
|                                       |                    | Ferdinando I delle Due Sicilie             | Carlo III di Spagna                        |  |  |       |  |  |                                     |  |  |                                    |  |
|                                       |                    | Ferdinando I delle Due Sicilie             | Carlo III di Spagna                        |  |  |       |  |  |                                     |  |  |                                    |  |
|                                       |                    | Ferdinando I delle Due Sicilie             | Maria Amalia di Sassonia                   |  |  |       |  |  |                                     |  |  |                                    |  |
| Maria Amalia di Borbone-Due Sicilie   |                    | Ferdinando I delle Due Sicilie             |                                            |  |  |       |  |  |                                     |  |  |                                    |  |
|                                       |                    | Maria Carolina d'Asburgo-Lorena            | Francesco I di Lorena                      |  |  |       |  |  |                                     |  |  |                                    |  |
|                                       |                    | Maria Carolina d'Asburgo-Lorena            | Francesco I di Lorena                      |  |  |       |  |  |                                     |  |  |                                    |  |
|                                       |                    | Maria Carolina d'Asburgo-Lorena            | Maria Teresa d'Austria                     |  |  |       |  |  |                                     |  |  |                                    |  |
| Antonio d'Orléans                     |                    | Maria Carolina d'Asburgo-Lorena            |                                            |  |  |       |  |  |                                     |  |  |                                    |  |
|                                       | Carlo IV di Spagna | Carlo III di Spagna                        |                                            |  |  |       |  |  |                                     |  |  |                                    |  |
|                                       | Carlo IV di Spagna | Carlo III di Spagna                        |                                            |  |  |       |  |  |                                     |  |  |                                    |  |
|                                       | Carlo IV di Spagna | Maria Amalia di Sassonia                   |                                            |  |  |       |  |  |                                     |  |  |                                    |  |
| Ferdinando VII di Spagna              | Carlo IV di Spagna |                                            |                                            |  |  |       |  |  |                                     |  |  |                                    |  |
|                                       |                    | Maria Luisa di Borbone-Parma               | Filippo I di Parma                         |  |  |       |  |  |                                     |  |  |                                    |  |
|                                       |                    | Maria Luisa di Borbone-Parma               | Filippo I di Parma                         |  |  |       |  |  |                                     |  |  |                                    |  |
|                                       |                    | Maria Luisa di Borbone-Parma               | Elisabetta di Borbone-Francia              |  |  |       |  |  |                                     |  |  |                                    |  |
| Luisa Ferdinanda di Borbone-Spagna    |                    | Maria Luisa di Borbone-Parma               |                                            |  |  |       |  |  |                                     |  |  |                                    |  |
|                                       |                    | Francesco I delle Due Sicilie              | Ferdinando I delle Due Sicilie             |  |  |       |  |  |                                     |  |  |                                    |  |
|                                       |                    | Francesco I delle Due Sicilie              | Ferdinando I delle Due Sicilie             |  |  |       |  |  |                                     |  |  |                                    |  |
|                                       |                    | Francesco I delle Due Sicilie              | Maria Carolina d'Asburgo-Lorena            |  |  |       |  |  |                                     |  |  |                                    |  |
| Maria Cristina di Borbone-Due Sicilie |                    | Francesco I delle Due Sicilie              |                                            |  |  |       |  |  |                                     |  |  |                                    |  |
|                                       |                    | Maria Isabella di Borbone-Spagna           | Carlo IV di Spagna                         |  |  |       |  |  |                                     |  |  |                                    |  |
|                                       |                    | Maria Isabella di Borbone-Spagna           | Carlo IV di Spagna                         |  |  |       |  |  |                                     |  |  |                                    |  |
|                                       |                    | Maria Isabella di Borbone-Spagna           | Maria Luisa di Borbone-Parma               |  |  |       |  |  |                                     |  |  |                                    |  |
|                                       |                    | Maria Isabella di Borbone-Spagna           |                                            |  |  |       |  |  |                                     |  |  |                                    |  |